# VIA Technologies
VIA Technologies Inc. (tiếng Trung: 威盛電子; bính âm: Wēishèng Diànzǐ) là một nhà sản xuất mạch tích hợp của Đài Loan, sản phẩm chủ yếu là bo mạch chủ, chipset, CPU, và bộ nhớ, và là một phần của Formosa Plastics Group. Đây là nhà sản xuất chipset, bo mạch chủ độc lập lớn nhất thế giới. Là một công ty bán dẫn không FAB, theo đó VIA tiến hành nghiên cứu và phát triển chipset của họ, sau đó giao thầu việc sản xuất thực tế (silicon) cho một bên thứ ba, chẳng hạn như TSMC.

## Lịch sử
Công ty được thành lập năm 1987, tại Fremont, California, Mỹ bởi Cher Wang. Năm 1992, họ đã quyết định chuyển trụ sở tới Đài Bắc, Đài Loan để thiết lập quan hệ đối tác chặt chẽ hơn với cơ sở sản xuất CNTT đáng kể và đang phát triển ở Đài Loan và Trung Quốc lân cận.
Năm 1999, VIA mua lại hầu hết Cyrix Cyrix, sau đó là một bộ phận của National Semiconductor. Cùng năm đó, VIA mua lại Centaur Technology từ Integrated Device Technology, đánh dấu sự gia nhập vào thị trường vi xử lý X86. VIA là nhà sản xuất bộ xử lý VIA C3, VIA C7 và VIA Nano, và nền tảng EPIA. Nền tảng Cyrix MediaGX vẫn ở lại với National Semiconductor.
Năm 2001, VIA thành lập liên doanh S3 Graphics.
Tháng 1 năm 2005, VIA đã bắt đầu VIA pc-1 Initiative, để phát triển hệ thống công nghệ thông tin và truyền thông nhằm mang lại lợi ích cho những người không có quyền truy cập vào máy tính hoặc Internet. Tháng 2 năm 2005, VIA đã tổ chức lễ sản xuất chipset VIA AMD thứ 100 triệu.
Ngày 29 tháng 8 năm 2008, VIA tuyên bố rằng họ sẽ phát hành trình điều khiển Linux tăng tốc 2D chính thức cho chipset của họ và cũng sẽ phát hành trình điều khiển tăng tốc 3D.
In 2013, đã tham gia một thỏa thuận với Chính quyền thành phố Thượng Hải để thành lập một công ty bán dẫn không fab có tên là Zhaoxin. Liên doanh đang sản xuất CPU tương thích x86 cho thị trường Trung Quốc.

## Sản phẩm

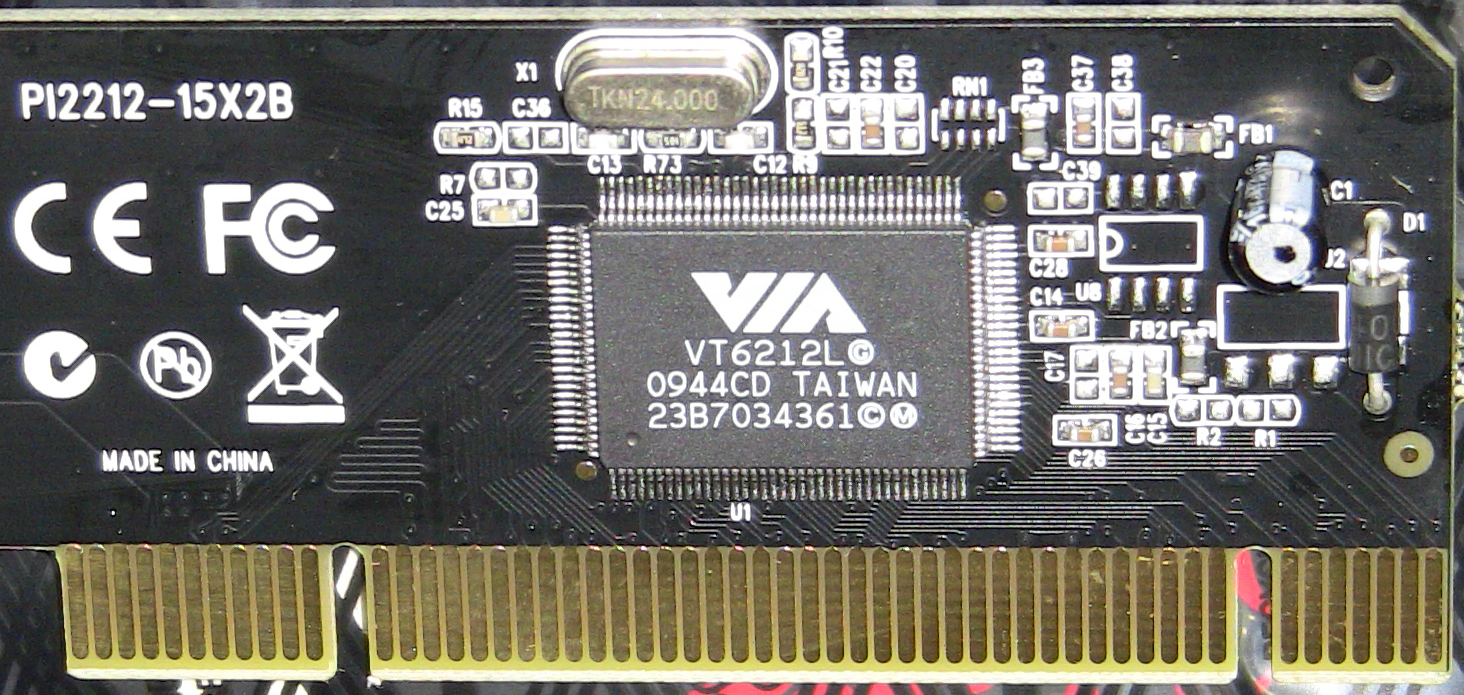
Một VIA USB PHY trên một cảd mở rộng PCI USB 2.0 mang thương hiệu Rosewill

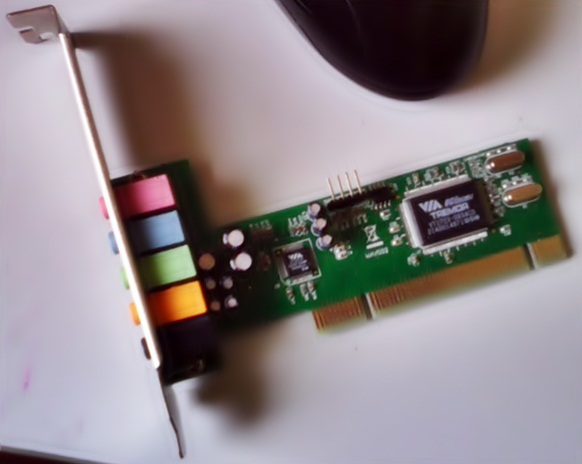
Một VIA Envy Sound Card cho PC. PCI Slot 5.1 Channel

Hoạt động kinh doanh của VIA tập trung vào các chipset tích hợp cho thị trường PC. Trong số những người dùng PC, VIA nổi tiếng với các chipset bo mạch chủ (core-logic). Tuy nhiên, các sản phẩm của VIA bao gồm bộ điều khiển âm thanh, bộ điều khiển mạng / kết nối, CPU công suất thấp và thậm chí là các bộ ghi CD / DVD. PC và các nhà cung cấp ngoại vi như.ASUS sau đó mua chipset để đưa vào các thương hiệu sản phẩm của riêng họ.
Cuối những năm 1990, VIA bắt đầu đa dạng hóa hoạt động kinh doanh core-logic của mình và công ty đã thực hiện các thương vụ mua lại để hình thành bộ phận CPU, bộ phận đồ họa và bộ phận âm thanh. Khi những tiến bộ trong sản xuất silicon tiếp tục tăng mức độ tích hợp và chức năng trong chipset, VIA sẽ cần các bộ phận này để duy trì tính cạnh tranh trong thị trường core-logic.
VIA đã sản xuất nhiều CPU tương thích x86, thông qua việc mua lại Cyrix và Centaur Technology. VIA vẫn sản xuất CPU thông qua liên doanh Zhaoxin. Một số bộ xử lý VIA x86 cũng chứa Alternate Instruction Set.

## Xu hướng thị trường
VIA thành lập như là nhà cung cấp linh kiện PC quan trọng với chipset cho nền tảng Socket 7. Với chipset Apollo VP3, VIA đã tiên phong hỗ trợ AGP cho bộ xử lý Socket 7. Vị trí thị trường hiện tại của VIA bắt nguồn từ sự thành công của chipset Pentium III. Intel đã ngừng phát triển chipset SDRAM của mình và tuyên bố là chính sách chỉ hỗ trợ bộ nhớ RAMBUS trong tương lai. Do RAMBUS đắt hơn và cung cấp rất ít, nếu có, lợi thế hiệu năng rõ ràng, các nhà sản xuất thấy rằng họ có thể cung cấp các PC tương đương hiệu năng với chi phí thấp hơn bằng cách sử dụng chipset VIA.
Để đối phó với sự cạnh tranh ngày càng tăng của thị trường, VIA đã quyết định mua lại S3 Graphics. Mặc dù chipset  không đủ nhanh để tồn tại như một giải pháp riêng biệt, chi phí sản xuất thấp khiến nó trở thành một giải pháp tích hợp lý tưởng, như một phần của cầu bắc VIA. Sau sáp nhập với VIA, thương hiệu S3 nói chung đã chiếm 10% thị phần đồ họa PC, sau Intel, AMD, và Nvidia. VIA cũng bao gồm soundcard VIA Envy trên bo mạch chủ của nó, cung cấp âm thanh 24 bit. Trong khi các thiết kế chipset Pentium 4 của nó đã phải vật lộn để giành thị phần, trước những mối đe dọa pháp lý từ Intel, chipset K8T800 cho Athlon 64 đã trở nên phổ biến.
VIA cũng đã tiếp tục phát triển bộ xử lý VIA C3 và VIA C7 của họ, nhắm đến các ứng dụng nhỏ, nhẹ, năng lượng thấp, một không gian thị trường mà VIA thành công. Tháng 1/2008, Via đã tiết lộ VIA Nano, bộ xử lý x86-64 có kích thước 11 mm x 11 mm, được ra mắt vào tháng 5 năm 2008, cho các PC siêu di động.

## Vấn đề pháp lý
Trên cơ sở mua lại IDT Centaur, VIA dường như đã sở hữu ít nhất ba bằng sáng chế, bao gồm các khía cạnh chính của công nghệ bộ xử lý được Intel sử dụng. Trên cơ sở đòn bẩy đàm phán mà các bằng sáng chế này đưa ra, năm 2003, VIA đã đạt được thỏa thuận với Intel cho phép cấp phép bằng sáng chế mười năm, cho phép VIA tiếp tục thiết kế và sản xuất CPU tương thích x86. VIA cũng đã được cấp thời gian ân hạn ba năm, trong đó họ có thể tiếp tục sử dụng cơ sở hạ tầng socket  Intel.

## Xem Thêm
- Mini-ITX
- Pico-ITX
- Nano-ITX
- NanoBook
- Danh sách các chipset VIA
- Danh sách các Nhân xử lý VIA